# José Gorrichátegui y Ayala
José Ignacio Gorrichátegui y Ayala  (Guayaquil, 29 de febrero de 1772- Ibídem, 18 de octubre de 1842), fue un comerciante y político ecuatoriano.

## Biografía
Fue hijo de Anselmo Gorrichategui fallecido el 20 de marzo de 1779 y de la señora oriunda de Baba, Magdalena Ayala.
Fue bisabuelo materno de César Borja Lavayen uno de los principales colaboradores del presidente Eloy Alfaro y tatarabuelo de la escritora y poeta Rosa Borja de Icaza.
Vivió junto con su esposa e hijas en el barrio del centro de la ciudad en una casa esquinera de 2 pisos y con 3 tiendas en las actuales calles Pedro Carbo y Ballen.
En el año de 1801 fue elegido como Procurador Judicial del Cabildo. Suscitados los hechos de la revolución quiteña acaecida el 10 de agosto de 1809 fue considerado sospechoso por el gobernador de la provincia Bartolomé Cucalón por haber tenido complicidad con los revolucionarios de Quito, al igual que los señores José Joaquín Pareja y Francisco Campusano porque se les atribuía una confabulación para deponer al gobierno. Por ese motivo fue encarcelado y acusado por el fiscal de la Audiencia de Lima Arechaga, de traición y complicidad. El virrey José Fernando de Abascal al conocer la situación decidió cerrar el caso. El 1 de febrero de 1805 ocupando el cargo Procurador General propuso al cabildo el proyecto de ampliación del alumbrado público. En ese mismo año ocupaba el cargo de Regidor del cabildo y fue ratificado nuevamente el 1 de enero de 1810 en la elección de Vicente Rocafuerte como alcalde ordinario. Intervino en las sesiones del cabildo del 22 y 25 de septiembre del mismo año, que tenían como fin deponer de la gubernatura a Bartolomé Cucalón como muestra del rechazo que tenía la población guayaquileña por sus arbitrariedades y que en su lugar sea el coronel Francisco Gil. Al año siguiente fue elegido Alcalde ordinario de Primer voto En el mes de junio de 1813 fue candidato como diputado suplente para representar a Guayaquil en las Cortes de Cádiz, cargo que recayó en Vicente Rocafuerte que en el tiempo de la elección se encontraba en Europa.
No intervino en los sucesos ocasionados por la revolución del 9 de octubre de 1820. Una vez consumada la independencia para el año de 1822 perteneció al grupo de los colombianistas y participó junto con Francisco Camba y el señor Luzcando en el izamiento de la bandera colombiana en el muelle de la Aduana una vez consumada la anexión en junio del mismo año.

## Fallecimiento
En el año de 1832 su domicilio pasó a las actuales calles Víctor Manuel Rendón y Malecón. Propiedad que había sido de Francisco Bernal Larrea esposo de su hija Juana y se mantuvo ahí hasta que falleció en el año 1842, probablemente una de las primeras víctimas de la epidemia de fiebre amarilla que asolaba el puerto, y en ella se quedó viviendo su señora esposa Francisca Bernal.

## Matrimonio y descendencia
Se casó el 2 de agosto de 1795 en su ciudad natal con la señora guayaquileña Francisca Ángela Bernal, producto de ese matrimonio tuvieron varias hijas llamadas Juana, Dolores y María Francisca Josefa Gorrichategui que se casó con el prócer de la Independencia de Guayaquil Francisco de Paula Lavayen y mantuvo un romance con Antonio José de Sucre cuando este se encontraba en Guayaquil.

## Cargos ocupados
- Teniente Coronel de Milicia.
- Regidor Perpetuo del Cabildo.
- Alcalde Ordinario de primer voto.